# Spathius dolopes
Spathius dolopes är en stekelart som beskrevs av Nixon 1943. Spathius dolopes ingår i släktet Spathius och familjen bracksteklar. Inga underarter finns listade i Catalogue of Life.